# Beclardia
Beclardia A.Rich., 1828 è un genere di piante della famiglia delle Orchidacee, endemico del Madagascar e delle isole Mascarene.

## Tassonomia
Il genere Beclardia appartiene alla sottofamiglia Epidendroideae (tribù Vandeae, sottotribù Angraecinae).
Comprende 2 specie:
- Beclardia grandiflora Bosser, 1997
- Beclardia macrostachya (Thouars) A.Rich., 1828